# ケープ・ブレトン島
ケープ・ブレトン島（ケープ・ブレトンとう、英語: Cape Breton Island、フランス語: île du Cap-Breton、ミクマク語: U'namakika、スコットランド・ゲール語: Eilean Cheap Breatuinn）はカナダ東部大西洋岸、ノバスコシア州にある島。州の本土、ノバスコシア半島とはカンソー海峡で隔てられている。面積は10,311平方キロで、人口は約15万人。島の中央部はブラドー湖が占める。ケープブレトン島を経由してカボット海峡からセントローレンス湾、セントローレンス川へ続く水路は重要な国際航路となっている。北極海を経由して太平洋と結ぶ北西航路を想定した新港「ノバポート」建設が計画されている。     
そして島の北部にはケープ・ブレトン・ハイランド国立公園がある。     
名称の由来はフランスのブルターニュ半島 (Brittany) から。

## 歴史
先住民族、ミクマク族 (Mi'kmaq) とその祖先が古くより居住していた。その後1497年に探検家ジョン・カボットが初めてカナダに到着、この辺りを探検したと伝えられている（実際にカボットはケープブレトン島に着いたのかどうかは疑問の余地があるという説もある）。その後、フランス系の移民が移住し、アカディア植民地の一部となる。フランス系移民はこの島を「イル・ロワイヤル」(Île Royale) と名付けた。1719年、フランス軍はルイブール（Louisbourg、現ルイスバーグ）にルイブール要塞を築き、ルイブールは商業都市としても栄えた。ルイブール要塞は1745年の第一次包囲戦で陥落し、イギリス軍に占領されたが、1748年のエクス・ラ・シャペル条約でフランスに返還された。ルイブール要塞はフレンチ・インディアン戦争で再び戦場となり、1758年に陥落し、再軍備されないようにイギリス軍工兵隊によって破壊された。ルイブール要塞と町の一部はカナダ政府によって1961年に復元され、国定史跡となっている。
1763年、パリ条約によりイギリスに委譲され、ノバスコシアの一部となった。1763年頃、アカディア人が大規模追放（「大艱難」）された先から旧アカディア植民地に帰還し始め、一部はシェティキャンプ (Chéticamp) やセント・メアリーズ・ベイ (St. Marys Bay) などに定住した。
19世紀前半、スコットランドのハイランド地方の農地改革のため追放されたハイランダーが大量に流入し、現在でもこの島ではスコットランド文化が色濃く残る。

## 主な都市・地名
- ケープブレトン地域：下記の市町村は現在、1995年の市町村合併により「ケープブレトン地域」として一つの地方自治体に統合されている。
  - シドニー (Sydney)：島最大の都市。東海岸にあり、主要な港として機能する。
  - グレース・ベイ (Glace Bay)：島第二の都市。
  - ルイスバーグ (Louisbourg)：フランス軍の要塞が史跡として残っている。
- カボット・トレール：探検家ジョン･カボットのたどったとされる景観の良いドライブルート。
- ケープブレトン・ハイランド：アパラチア山脈系の古くからの岩がちな高地。